# 萨曼莎·莫斯廷
萨曼莎·乔伊·莫斯廷（英語： AC；1965年9月13日—），澳大利亚商人、全球变暖和性别平等倡导者，自2024年7月任澳大利亚总督。

## 早年经历
萨曼莎·乔伊·莫斯廷1965年9月13日在堪培拉出生，是家中四姐妹的老大。其中一个姐妹有智能障礙，所以全家人都参与残障人士事业。其父亲威廉·“比尔”·莫斯廷（William "Bill" Mostyn）是在澳大利亚陆军服役将近40年的上校，毕业于邓特伦皇家军事学院，少校时期服役于澳大利亚皇家通讯兵团，越战期间效力于澳大利亚驻越部队总部。
萨曼莎早年在堪培拉度过，但身为军人家庭的一份子，她经常搬家；父亲到越南参战的时候，她与祖母在阿德莱德共同生活了两年。她也在墨尔本、美国及加拿大生活过。小的时候，萨曼莎参加过许多体育运动，喜欢看澳式足球，虽然她没有机会去玩。每年，她都会和家人参加澳新军团日黎明服务（ANZAC Dawn Service）。读书期间，她为当地首席法官罗恩·卡希尔（Ron Cahill）做研究。

## 职业生涯
莫斯廷在企业及政府从事诸多非行政工作，曾参与和全球变暖、性别平等、原住民和解及环境可持续性等议题相关的机构。此外还参与战略管理、人力资源、文化变革、风险管理及社区参与等方面的工作。
2022年，莫斯廷获安東尼·阿爾巴尼斯政府任命妇女经济平等工作组（Women's Economic Equality Taskforce）主席。
2024年4月3日，澳大利亚总理阿尔巴尼斯宣布国王查爾斯三世已批准莫斯廷候任澳大利亚总督，接任戴维·赫尔利。她将于2024年7月1日宣誓就职。

## 荣誉纪录

### 勋章
- 澳大利亚同伴勋章[22]
- 澳大利亚官佐勋章[23][14]
- 英国聖約翰勳章[24]

### 荣誉学位
- 澳洲國立大學法学荣誉博士[14][25]

## 个人生活
莫斯廷与悉尼莫里斯·拜尔斯律师事务所（Maurice Byers Chambers）的律师西蒙·贝克特（Simeon Beckett）结婚，并育有一女。